# 真宗大谷派大垣別院開闡寺
真宗大谷派大垣別院開闡寺（しんしゅうおおたにはおおがきべついんかいせんじ）は、岐阜県大垣市にある真宗大谷派の寺院である。同派の別院。真宗本廟（東本願寺）を本山と仰ぐ。略称は、「大垣別院」、「開闡寺」。通称は、「大垣御坊」、「大垣のごぼさん」。
住職は1951年（昭和26年）より輪番制となり、大垣別院開闡寺の住職は門首が務め、職務を輪番が代掌する。
境内の教区同朋会館に同派の大垣教区の大垣教務所が置かれており、境内の南側には学校法人大垣幼稚園がある。

## 沿革
江戸時代
- 1602年（慶長7年）、本願寺が分立した際に、美濃国安八郡三塚村[注釈 1]の「真徳寺」（現、浄土真宗本願寺派）の住職・栄寿が、美濃国不破郡平尾村[注釈 2]に「（平尾）真徳寺」を別立し、教如を十二代法主とする本願寺教団[注釈 3]に属したのが始まりである。栄寿は大垣藩第3代藩主の石川忠総より大垣城の城下町東側[注釈 4]に寺地を寄進され、掛所を建立し「真徳寺掛所」となる。
- 1624年（寛永元年）3月、大垣藩初代藩主の岡部長盛による大垣城城下町整備により、城下町北東側に3反の代替地を得て移転する。その代替地は現在の大垣市伝馬町で、「大垣別院開闡寺」の現所在地である。
- 1743年（寛保3年）、本寺の「平尾真徳寺」が「平尾御坊真徳寺」へ改称したことにより「平尾御坊掛所」に改称。
- 1747年（延享4年）、「大垣御坊」に改称。
- 1773年（安永2年）、「平尾御坊真徳寺」が「平尾御坊願証寺」（元々、真徳寺は長島願証寺と繋がりがある）と改称したのに伴い「大垣御坊願証寺」に改称。安永年間より大垣藩藩主戸田氏（大垣戸田家）の菩提所となり、大垣御坊願証寺は戸田氏の保護を受ける。
- 1812年（文化9年）、堂宇が焼失。1823年（文政6年）に再建。
- 1852年（嘉永5年）、大垣藩第9代藩主の戸田氏正の申し入れにより、本山（東本願寺）は「大垣御坊願証寺」の分離独立を許可する。この際、本山より「開闡寺」と寺号を賜わる。

明治以降
- 1876年（明治9年）、「大垣別院」の名を受け「真宗大谷派大垣別院開闡寺」となる。
- 1891年（明治24年）、濃尾地震で建物が倒壊。
- 1900年（明治33年）、東本願寺第二十二代 現如の弟・大谷勝信（慧日院釋厳量）が開闡寺第二代住職となる。
- 1908年（明治41年）、大谷勝信が本堂再建に着手し、1918年（大正7年）に再建する。
- 1921年（大正10年）10月10日、大垣幼稚園を設立。
- 1945年（昭和20年）7月、大垣空襲で罹災し全焼。
- 1948年（昭和23年）、三河より説教所を仮本堂として移築。
- 1961年（昭和36年）11月28日、浄土真宗の宗祖とされる親鸞の七百回忌。
- 1951年（昭和26年）、輪番制になり大谷勝信没後の住職は門首（法主）が務め、職務を輪番が代掌する。
- 1972年（昭和47年）、現在の本堂を再建する。
- 1976年（昭和51年）、山門などの諸施設を再建。大垣別院開闡寺における「宗祖七百回御遠忌」を厳修する。
- 平成10年（1998年）、本願寺中興の祖である本願寺第八代 蓮如の五百回忌。
- 2002年（平成14年）、大垣別院開闡寺における「蓮如上人五百回御遠忌」を厳修する。

## 行事
定例行事
- 晨朝：毎日 （7:00 - 8:00）
- ご命日の集い：毎月 28日 （7:00 - 8:15）
- 定例法座

毎月 12日・13日 （10:00 - 12:00・13:00 - 15:00）
毎月 27日・28日 （10:00 - 12:00・13:00 - 15:00）
年間行事
日程は変更になることがある。
- 修正会：1月1日 - 7日
- 春季彼岸永代経会：日程要確認
- 春の法要
- 夏の御文：7月13日 - 16日
- 盂蘭盆会：7月14日 - 16日
- 暁天講座：7月27日 - 28日 （6:00 - 7:00）
- 納骨法要
- 秋季彼岸永代経会：日程要確認
- 大垣別院報恩講：12月10日 - 13日

11日・12日は、16:00より初夜勤行で『御伝鈔』を拝読する。
13日 13:00より、結願日中。
大垣のごぼさんフリーマーケット
毎年3月 - 11月の第4土曜日には、境内でフリーマーケットを開催しており多くの人で賑わう。

## 文化財
大垣市指定重要有形民俗文化財
- 岐阜町蓮如上人筆六字名号と二十四日講[1]

## 所在地

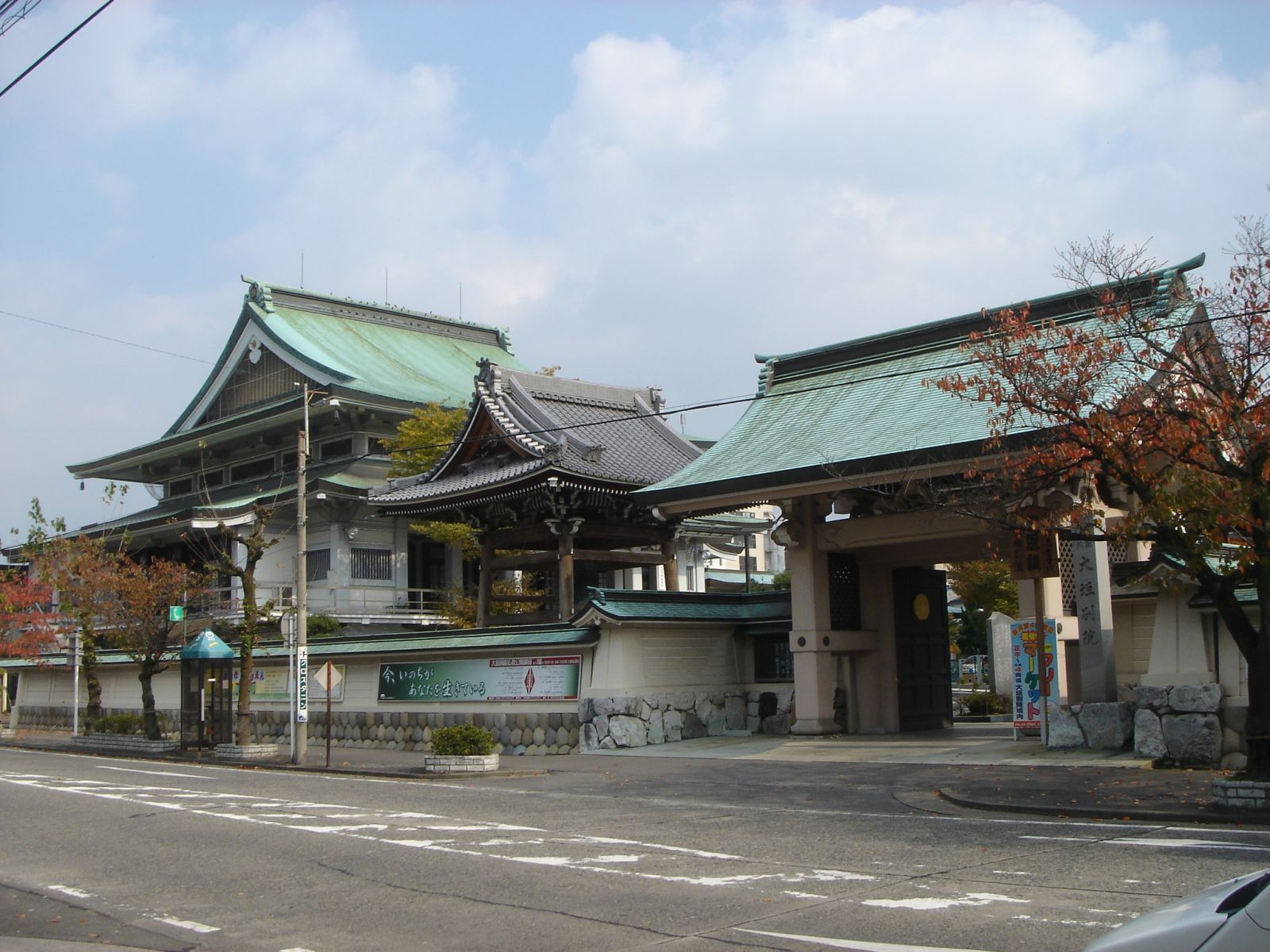
西側（2007年撮影）

住所
岐阜県大垣市伝馬町11

## アクセス
鉄道
東海道本線、養老鉄道養老線、樽見鉄道、大垣駅より徒歩10分。
バス
名阪近鉄バス「別院前」バス停下車。徒歩すぐ。
大垣駅前バスのりば
2番のりば 「川並今福」行き
3番のりば 「岐阜羽島駅（ソフトピアジャパン経由）」行き
3番のりば 「新開鉄橋（ソフトピアジャパン経由）」行き
自動車
名神高速「大垣IC（IC番号 26）」より約6km。
名神高速「関ヶ原IC（IC番号 27）」より約17km。